# قائمة سفراء الولايات المتحدة لدى الصين
سفير الولايات المتحدة لدى الصين هو كبير الدبلوماسيين الأمريكيين لدى جمهورية الصين الشعبية. أرسلت الولايات المتحدة ممثلين دبلوماسيين إلى الصين منذ عام 1844 ، عندما تفاوض كاليب كوشينغ ، كمفوض ، على معاهدة وانغيا .

## قائمة المبعوثين إلى إمبراطورية تشينغ
| اسم                  | صورة | تقديم أوراق الاعتماد | تم إنهاؤه      |
| -------------------- | ---- | -------------------- | -------------- |
| كاليب كوشينغ         |      |                      | 27 أغسطس 1844  |
| الكسندر هيل ايفرت    |      | 26 أكتوبر 1846       | 28 يونيو 1847  |
| جون دبليو ديفيس      |      | 6 أكتوبر 1848        | 25 مايو 1850   |
| همفري مارشال         |      |                      |                |
| روبرت ميليغان ماكلين |      | 3 نوفمبر 1854        |                |
| بيتر باركر           |      | 15 يوليو1856         | 25 أغسطس 1857  |
| وليام ب. ريد         |      | 3 مايو 1858          | 11 نوفمبر 1858 |
| جون إليوت وارد       |      | 10 أغسطس 1859        |                |
|                      |      | 20 أغسطس 1862        | 21 نوفمبر 1867 |
| جون روس براون        |      | 28 أكتوبر 1868       |                |
|                      |      | 27 أبريل 1870        | 24 يوليو 1873  |
| بنيامين أفيري        |      | 29 نوفمبر 1874       | 8 نوفمبر 1875  |
|                      |      | 24 أبريل 1876        | 16 أغسطس 1880  |
| جيمس بوريل أنجيل     |      | 18 أغسطس 1880        | 4 أكتوبر 1881  |
| جون راسل يونغ        |      | 17 أغسطس 1880        | 7 أبريل 1885   |
| تشارلز هارفي دينبي   |      | 1 أكتوبر 1885        | 8 يوليو 1898   |
|                      |      | 8 يوليو 1898         | 4 أبريل 1905   |
| وليام وودفيل روكهيل  |      | 17 يونيو 1905        | 1 يونيو 1909   |
|                      |      | 21 أبريل 1910        | 26 فبراير 1913 |

## قائمة المبعوثين إلى جمهورية الصين
| اسم                     | صورة | دولة الموطن | تقديم أوراق الاعتماد | تم إنهاؤه      |
| ----------------------- | ---- | ----------- | -------------------- | -------------- |
| وليام جيه كالهون        |      | إلينوي      | 21 أبريل 1910        | 26 فبراير 1913 |
| بول صموئيل رينش         |      | ويسكونسن    | 15 نوفمبر 1913       | 15 سبتمبر 1919 |
| تشارلز ريتشارد كرين     |      | إلينوي      | 12 يونيو 1920        | 2 يوليو 1921   |
| جاكوب جولد شورمان       |      | نيويورك     | 12 سبتمبر 1921       | 15 أبريل 1925  |
| جون فان أنتويرب ماكموري |      | نيو جيرسي   | 15 يوليو 1925        | 22 نوفمبر 1929 |
| نيلسون ت.جونسون         |      | أوكلاهوما   | 1 فبراير 1930        | 17 سبتمبر 1935 |
| جورج مارشال             |      | فرجينيا     | 20 ديسمبر 1945       | يناير 1947     |

## قائمة السفراء لدى جمهورية الصين
| اسم                | صورة | دولة الموطن    | تقديم أوراق الاعتماد | تم إنهاؤه      |
| ------------------ | ---- | -------------- | -------------------- | -------------- |
| نيلسون ت.جونسون    |      | أوكلاهوما      | 17 سبتمبر 1935       | 14 مايو 1941   |
| كلارنس إي جاوس     |      | كونيتيكت       | 26 مايو 1941         | 14 نوفمبر 1944 |
| باتريك جيه هيرلي   |      | أوكلاهوما      | 8 يناير 1945         | 22 سبتمبر 1945 |
| جون لايتون ستيوارت |      | مقاطعة تشجيانغ | 19 يوليو 1946        | 2 أغسطس 1949   |

| اسم                | صورة | دولة الموطن     | تقديم أوراق الاعتماد | تم إنهاؤه      |
| ------------------ | ---- | --------------- | -------------------- | -------------- |
| كارل ل. رانكين     |      | مين             | 2 أبريل 1953         | 30 ديسمبر 1957 |
| إيفريت إف درامرايت |      | أوكلاهوما       | 8 مارس 1958          | 8 مارس 1962    |
| آلان جودريتش كيرك  |      | نيويورك         | 5 يوليو 1962         | 18 يناير 1963  |
| جيرولد رايت        |      | مقاطعة كولومبيا | 29 يونيو 1963        | 25 يوليو 1965  |
| والتر ب            |      | ألاباما         | 28 يونيو 1966        | 4 أبريل 1974   |
| ليونارد س          |      | ماريلاند        | 25 مايو 1974         | 19 يناير 1979  |

## قائمة رؤساء مكتب الاتصال الأمريكي في بكين
| اسم                | صورة | دولة الموطن | تقديم أوراق الاعتماد | تم إنهاؤه      |
| ------------------ | ---- | ----------- | -------------------- | -------------- |
| ديفيد كي بروس      |      | فرجينيا     | 14 مايو 1973         | 25 سبتمبر 1974 |
| جورج اتش دبليو بوش |      | تكساس       | 26 سبتمبر 1974       | 7 ديسمبر 1975  |
| توماس جيتس جونيور  |      | بنسلفانيا   | 6 مايو 1976          | 8 مايو 1977    |
| ليونارد وودكوك     |      | ميشيغان     | 26 يوليو 1977        | 7 مارس 1979    |

## قائمة السفراء لدى جمهورية الصين الشعبية
| اسم                     | صورة | تقديم أوراق الاعتماد | تم إنهاؤه               |
| ----------------------- | ---- | -------------------- | ----------------------- |
| ليونارد وودكوك          |      | 7 مارس 1979          | 13 فبراير 1981          |
| آرثر دبليو هاميل جونيور |      | 24 سبتمبر 1981       | 24 سبتمبر 1985          |
| وينستون لورد            |      | 19 نوفمبر 1985       | 23 أبريل 1989           |
| جيمس ليلي               |      | 8 مايو 1989          | 10 مايو 1991            |
| ستابلتون روي            |      | 20 أغسطس 1991        | 17 يونيو 1995           |
| جيمس ر. ساسر            |      | 14 فبراير 1996       | 1 يوليو 1999            |
| جوزيف بروهير            |      | 15 ديسمبر 1999       | 1 مايو 2001             |
| كلارك تي رانت جونيور    |      | 28 يوليو 2001        | 20 يناير 2009           |
| جون هانتسمان جونيور     |      | 28 أغسطس 2009        | 30 أبريل 2011           |
| جاري لوك                |      | 16 أغسطس 2011        | 21 فبراير 2014          |
| ماكس بوكوس              |      | 20 مارس 2014         | 16 من كانون الثاني 2017 |
| تيري إي برانستاد        |      | 12 يوليو 2017        | مايجب في الوضع الراهن   |